# Jinghu, Wuhu
Jinghu är ett stadsdistrikt och säte för stadsfullmäktige i Wuhus stad på prefekturnivå i provinsen Anhui i östra Kina. Det ligger omkring 120 kilometer sydost om provinshuvudstaden Hefei. 
Jinghu är indelat i tolv stadsdelsdistrikt.
Stadsdelsdistrikt (jiedao):

- Beijinglu (北京路街道)
- Beimen (北门街道)
- Dongmen (东门街道)
- Fangcun (方村街道)
- Jihe (吉和街道)
- Jinghu (镜湖街道)
- Jingshan (荆山街道)
- Tianmenshan (天门山街道)
- Tingtang (汀棠街道)
- Yijishan (弋矶山街道)
- Zhelu (赭麓街道)
- Zheshan (赭山街道)